# Шав'ядинська сільська рада
Шав'яди́нська сільська рада (рос. Шавьядинский сельский совет) — муніципальне утворення у складі Балтачевського району Башкортостану, Росія. Адміністративний центр — присілок Шав'яди.
Станом на 2002 рік присілок Кузеєво перебував у складі Сейтяковської сільради.

## Населення
Населення — 504 особи (2019, 681 в 2010, 980 в 2002).

## Склад
До складу поселення входять такі населені пункти:
| Населений пункт    | Населення, осіб (2002) | Населення, осіб (2010) |
| ------------------ | ---------------------- | ---------------------- |
| Кузеєво, присілок  | 190                    | 127                    |
| Тиканово, присілок | 189                    | 96                     |
| Тібелево, присілок | 231                    | 189                    |
| Шав'яди, присілок  | 370                    | 269                    |